# Hohen Demzin
Hohen Demzin település Németországban, Mecklenburg-Elő-Pomeránia tartományban. Lakosainak száma 363 fő (2023. december 31.).

## Népesség
A település népességének változása:
| Lakosok száma | 369  | 362  | 359  | 362  | 363  |
|               | 2017 | 2019 | 2021 | 2022 | 2023 |